# Bohemian Like You
Bohemian Like You es una canción de la banda estadounidense Dandy Warhols. La canción fue escrita por Courtney Taylor-Taylor después de ver a una mujer detenerse en su automóvil en el semáforo afuera de su apartamento. Fue lanzado el 11 de julio de 2000 como segundo sencillo del tercer álbum de estudio de la banda, Thirteen Tales from Urban Bohemia.
Tras su lanzamiento original, no logró alcanzar el top 40 en la lista de sencillos del Reino Unido.  Después de aparecer en un anuncio de Vodafone, se relanzó el 9 de octubre de 2001 y alcanzó el puesto número 5 en la misma lista. 

## Fondo
Courtney Taylor-Taylor dijo que la canción se inspiró cuando vio a una mujer en un automóvil detenido en el semáforo debajo de la ventana de su apartamento y comenzó a fantasear con una relación con ella. "Mi pequeño y tonto cerebro se volvió loco con el sueño del amor y las fallas de los motores antiguos. Era natural tejerlo en una canción en el acto". 

## Recepción de la crítica
NME calificó la canción como "el momento por excelencia de Dandy Warhol hasta la fecha".  En 2011The Independent la llamó "una canción definitoria de la última década". 

## Video musical
El vídeo muestra a la banda tocando en un bar de karaoke en Portland, Oregón mientras diferentes personas cantan la letra de la canción tal como se muestra en la televisión del bar. En este video, las escenas se corresponden con la letra. En la primera estrofa del video, se muestra cómo un hombre se dirige hacia una chica que está junto a un coche fúnebre, rodeada de sus amigos. Entre ambos surge una química instantánea, intercambiando versos de la canción en un juego de seducción. El hombre está tan encantado con la joven que no puede apartar su mirada de ella, llegando incluso a imaginársela sin ropa. Posteriormente, la escena se traslada a un mesero que está sirviendo a un grupo en una mesa. Una mujer del grupo se ve claramente atraída por el mesero y empiezan a flirtear, mientras ella fantasea con el desnudo, al igual que la letra de la canción sugiere en su segundo verso. Avanzando al tercer verso, el mesero y el mecánico previamente visto reparando el coche ahora se encuentran en el mismo piso. La mecánica y su reciente interés romántico cruzan miradas cómplices, y es entonces cuando la chica del restaurante, adornada con un babydoll, aparece y toma la mano del mesero para llevárselo. El vídeo termina con los personajes del vídeo cantando la letra junto con otras personas, incluido un hombre haciendo girar un hula-hoop. 

## Personal
The Dandy Warhols
- Courtney Taylor-Taylor - voz principal, guitarra
- Peter Holmström – guitarra
- Zia McCabe – bajo, sintetizador, pandereta
- Brent DeBoer - batería, coros

- Erik Gavriluk – órgano

## En la cultura popular
La canción ha aparecido en varias películas, incluidas The Reemplazos, Summer Catch, Igby Goes Down, Clockstoppers, Flushed Away, Little Nicky, Delirious y Man of the Year . Entre las series de televisión en las que ha aparecido se encuentran Buffy the Vampire Slayer, Numb3rs, Six Feet Under, Daria y Chuck. La canción apareció en la temporada 7 de Dancing with the Stars para la interpretación de tango de Cody Linley y Julianne Hough. Durante años ha sido el tema musical del programa telefónico de la BBC Radio 6-0-6. 
La canción fue objeto de una controversia en 2011 cuando la política conservadora británica Theresa May la tocó mientras salía de un discurso en una conferencia. Después de descubrir que la canción era suya, Courtney Taylor-Taylor publicó una diatriba enojada en el sitio web oficial de la banda, escribiendo: "¿Por qué estos imbéciles no tienen bandas de derecha que les hagan música de derecha para sus seguidores de derecha? ¿Política idiota? Oh, porque la gente de derecha no es creativa, ni visionaria, ni divertida”. 

### Publicidad
La canción fue utilizada por el proveedor de telecomunicaciones británico Vodafone cuando introdujo su marca en muchas de sus operaciones mundiales en 2001-2004. 